# U-19-Handball-Europameisterschaft der Frauen 2015/Qualifikation
Dieser Artikel beschreibt die Qualifikation zur U-19-Handball-Europameisterschaft der Frauen 2015 in Spanien. Die Spiele wurden vom 17. bis 19. April 2015 ausgespielt.

## Qualifikation
Die Auslosung der Gruppen fand am 19. September 2014 in Dublin auf dem EHF-Kongress statt. In acht Gruppen werden die noch 13 ausstehenden Mannschaften für die U19-Europameisterschaften ausgespielt. Für die Europameisterschaft qualifizierten sich der Gruppenerste der Gruppen 1 bis 8 sowie der Gruppenzweite der Gruppen 1 bis 5.

### Gruppe 1
| Pl. | Land           | Sp. | S | U | N | Tore    | Diff. | Punkte |
| --- | -------------- | --- | - | - | - | ------- | ----- | ------ |
| 1.  | Nordmazedonien | 3   | 3 | 0 | 0 | 068:580 | +10   | 06:00  |
| 2.  | Montenegro     | 3   | 2 | 0 | 1 | 070:600 | +10   | 04:20  |
| 3.  | Niederlande    | 3   | 1 | 0 | 2 | 069:800 | −11   | 02:40  |
| 4.  | Island         | 3   | 0 | 0 | 3 | 063:720 | −9    | 00:60  |

| 17. April 2015 16:30 Uhr | Montenegro                       | 30:25        | Niederlande                  | SRC Kale, Skopje Zuschauer: 200 Schiedsrichter: Ana Vranes, Marlis Wenninger |
| 17. April 2015 16:30 Uhr | meiste Tore: Đurđina Jauković 14 | (16:11)      | meiste Tore: Delaila Amega 5 | SRC Kale, Skopje Zuschauer: 200 Schiedsrichter: Ana Vranes, Marlis Wenninger |
| 17. April 2015 16:30 Uhr | Strafen: 4× 2×                   | Spielbericht | Strafen: 2×                  | SRC Kale, Skopje Zuschauer: 200 Schiedsrichter: Ana Vranes, Marlis Wenninger |

| 17. April 2015 18:30 Uhr | Island                                  | 22:24        | Mazedonien                    | SRC Kale, Skopje Zuschauer: 500 Schiedsrichter: Georgi Doychinov, Yulian Goretsov |
| 17. April 2015 18:30 Uhr | meiste Tore: Ragnheiður Júlíusdóttir 11 | (10:8)       | meiste Tore: Sara Ristovska 9 | SRC Kale, Skopje Zuschauer: 500 Schiedsrichter: Georgi Doychinov, Yulian Goretsov |
| 17. April 2015 18:30 Uhr | Strafen: 4× 3×                          | Spielbericht | Strafen: 3× 1×                | SRC Kale, Skopje Zuschauer: 500 Schiedsrichter: Georgi Doychinov, Yulian Goretsov |

| 18. April 2015 16:30 Uhr | Montenegro                      | 23:17        | Island                               | SRC Kale, Skopje Zuschauer: 200 Schiedsrichter: Ana Vranes, Marlis Wenninger |
| 18. April 2015 16:30 Uhr | meiste Tore: Đurđina Jauković 8 | (13:10)      | meiste Tore: Þuríður Guðjónsdóttir 5 | SRC Kale, Skopje Zuschauer: 200 Schiedsrichter: Ana Vranes, Marlis Wenninger |
| 18. April 2015 16:30 Uhr | Strafen: 2× 5× 1×               | Spielbericht | Strafen: 3× 5×                       | SRC Kale, Skopje Zuschauer: 200 Schiedsrichter: Ana Vranes, Marlis Wenninger |

| 18. April 2015 18:30 Uhr | Niederlande                     | 19:26        | Mazedonien                          | SRC Kale, Skopje Zuschauer: 600 Schiedsrichter: Georgi Doychinov, Yulian Goretsov |
| 18. April 2015 18:30 Uhr | meiste Tore: Anouk Nieuwenweg 3 | (8:12)       | meiste Tore: Teodora Keramicieva 10 | SRC Kale, Skopje Zuschauer: 600 Schiedsrichter: Georgi Doychinov, Yulian Goretsov |
| 18. April 2015 18:30 Uhr | Strafen: 3× 4×                  | Spielbericht | Strafen: 4× 3×                      | SRC Kale, Skopje Zuschauer: 600 Schiedsrichter: Georgi Doychinov, Yulian Goretsov |

| 19. April 2015 16:30 Uhr | Niederlande                  | 25:24        | Island                                 | SRC Kale, Skopje Zuschauer: 50 Schiedsrichter: Georgi Doychinov, Yulian Goretsov |
| 19. April 2015 16:30 Uhr | meiste Tore: Delaila Amega 4 | (13:14)      | meiste Tore: Ragnheiður Júlíusdóttir 9 | SRC Kale, Skopje Zuschauer: 50 Schiedsrichter: Georgi Doychinov, Yulian Goretsov |
| 19. April 2015 16:30 Uhr | Strafen: 3× 7×               | Spielbericht | Strafen: 3× 2×                         | SRC Kale, Skopje Zuschauer: 50 Schiedsrichter: Georgi Doychinov, Yulian Goretsov |

| 19. April 2015 18:30 Uhr | Mazedonien                    | 18:17        | Montenegro                      | SRC Kale, Skopje Zuschauer: 600 Schiedsrichter: Ana Vranes, Marlis Wenninger |
| 19. April 2015 18:30 Uhr | meiste Tore: Sara Ristovska 6 | (9:8)        | meiste Tore: Đurđina Jauković 7 | SRC Kale, Skopje Zuschauer: 600 Schiedsrichter: Ana Vranes, Marlis Wenninger |
| 19. April 2015 18:30 Uhr | Strafen: 4× 6× 1×             | Spielbericht | Strafen: 2× 6×                  | SRC Kale, Skopje Zuschauer: 600 Schiedsrichter: Ana Vranes, Marlis Wenninger |

### Gruppe 2
| Pl. | Land       | Sp. | S | U | N | Tore     | Diff. | Punkte |
| --- | ---------- | --- | - | - | - | -------- | ----- | ------ |
| 1.  | Norwegen   | 3   | 3 | 0 | 0 | 0104:540 | +50   | 06:00  |
| 2.  | Litauen    | 3   | 1 | 1 | 1 | 083:800  | +3    | 03:30  |
| 3.  | Tschechien | 3   | 1 | 1 | 1 | 074:770  | −3    | 03:30  |
| 4.  | Färöer     | 3   | 0 | 0 | 3 | 054:1040 | −50   | 00:60  |

| 17. April 2015 17:00 Uhr | Norwegen                                 | 29:18        | Tschechien                      | Sportzentrum Garliava, Garliava Zuschauer: 250 Schiedsrichter: Mads Dahl Hermann, Jesper Madsen |
| 17. April 2015 17:00 Uhr | meiste Tore: Ida Marie Nagelhus Hernes 7 | (16:10)      | meiste Tore: Kamila Kordovská 5 | Sportzentrum Garliava, Garliava Zuschauer: 250 Schiedsrichter: Mads Dahl Hermann, Jesper Madsen |
| 17. April 2015 17:00 Uhr | Strafen: 3× 4×                           | Spielbericht | Strafen: 3×                     | Sportzentrum Garliava, Garliava Zuschauer: 250 Schiedsrichter: Mads Dahl Hermann, Jesper Madsen |

| 17. April 2015 19:00 Uhr | Litauen                        | 33:20        | Färöer-Inseln                                | Sportzentrum Garliava, Garliava Zuschauer: 350 Schiedsrichter: Martin Lillepea, Marion Kull |
| 17. April 2015 19:00 Uhr | meiste Tore: Inesa Verbovik 11 | (14:10)      | meiste Tore: Marianna Geirsdóttir Eystberg 9 | Sportzentrum Garliava, Garliava Zuschauer: 350 Schiedsrichter: Martin Lillepea, Marion Kull |
| 17. April 2015 19:00 Uhr | Strafen: 3× 5×                 | Spielbericht | Strafen: 3× 6×                               | Sportzentrum Garliava, Garliava Zuschauer: 350 Schiedsrichter: Martin Lillepea, Marion Kull |

| 18. April 2015 14:00 Uhr | Tschechien                      | 26:18        | Färöer-Inseln                         | Sportzentrum Garliava, Garliava Zuschauer: 150 Schiedsrichter: Martin Lillepea, Marion Kull |
| 18. April 2015 14:00 Uhr | meiste Tore: Kamila Kordovská 5 | (12:5)       | meiste Tore: Marianna Holm Jacobsen 6 | Sportzentrum Garliava, Garliava Zuschauer: 150 Schiedsrichter: Martin Lillepea, Marion Kull |
| 18. April 2015 14:00 Uhr | Strafen: 3×                     | Spielbericht | Strafen: 3× 2×                        | Sportzentrum Garliava, Garliava Zuschauer: 150 Schiedsrichter: Martin Lillepea, Marion Kull |

| 18. April 2015 16:00 Uhr | Norwegen                                        | 30:20        | Litauen                       | Sportzentrum Garliava, Garliava Zuschauer: 300 Schiedsrichter: Mads Dahl Hermann, Jesper Madsen |
| 18. April 2015 16:00 Uhr | meiste Tore: Helene Fauske, Malene Bergset je 7 | (15:8)       | meiste Tore: Inesa Verbovik 6 | Sportzentrum Garliava, Garliava Zuschauer: 300 Schiedsrichter: Mads Dahl Hermann, Jesper Madsen |
| 18. April 2015 16:00 Uhr | Strafen: 3× 5×                                  | Spielbericht | Strafen: 3× 6×                | Sportzentrum Garliava, Garliava Zuschauer: 300 Schiedsrichter: Mads Dahl Hermann, Jesper Madsen |

| 19. April 2015 13:00 Uhr | Färöer-Inseln                                | 16:45        | Norwegen                                 | Sportzentrum Garliava, Garliava Zuschauer: 150 Schiedsrichter: Mads Dahl Hermann, Jesper Madsen |
| 19. April 2015 13:00 Uhr | meiste Tore: Marianna Geirsdóttir Eystberg 7 | (9:24)       | meiste Tore: Ida Marie Nagelhus Hernes 9 | Sportzentrum Garliava, Garliava Zuschauer: 150 Schiedsrichter: Mads Dahl Hermann, Jesper Madsen |
| 19. April 2015 13:00 Uhr | Strafen: 3× 1×                               | Spielbericht | Strafen: 3×                              | Sportzentrum Garliava, Garliava Zuschauer: 150 Schiedsrichter: Mads Dahl Hermann, Jesper Madsen |

| 19. April 2015 15:00 Uhr | Tschechien                        | 30:30        | Litauen                       | Sportzentrum Garliava, Garliava Zuschauer: 450 Schiedsrichter: Martin Lillepea, Marion Kull |
| 19. April 2015 15:00 Uhr | meiste Tore: Markéta Jeřábková 10 | (15:13)      | meiste Tore: Inesa Verbovik 9 | Sportzentrum Garliava, Garliava Zuschauer: 450 Schiedsrichter: Martin Lillepea, Marion Kull |
| 19. April 2015 15:00 Uhr | Strafen: 3× 7×                    | Spielbericht | Strafen: 2× 7× 1×             | Sportzentrum Garliava, Garliava Zuschauer: 450 Schiedsrichter: Martin Lillepea, Marion Kull |

### Gruppe 3
| Pl. | Land     | Sp. | S | U | N | Tore     | Diff. | Punkte |
| --- | -------- | --- | - | - | - | -------- | ----- | ------ |
| 1.  | Rumänien | 3   | 3 | 0 | 0 | 098:510  | +47   | 06:00  |
| 2.  | Serbien  | 3   | 2 | 0 | 1 | 085:510  | +34   | 04:20  |
| 3.  | Slowakei | 3   | 1 | 0 | 2 | 067:680  | −1    | 02:40  |
| 4.  | Kosovo   | 3   | 0 | 0 | 3 | 038:1180 | −80   | 00:60  |

| 17. April 2015 17:00 Uhr | Serbien                      | 40:12        | Kosovo                     | Sporthalle Roman, Roman Zuschauer: 250 Schiedsrichter: Daniel Accoto Martins, Roberto Accoto Martins |
| 17. April 2015 17:00 Uhr | meiste Tore: Mina Petrović 8 | (19:6)       | meiste Tore: Elma Kameri 6 | Sporthalle Roman, Roman Zuschauer: 250 Schiedsrichter: Daniel Accoto Martins, Roberto Accoto Martins |
| 17. April 2015 17:00 Uhr | Strafen: 3× 2×               | Spielbericht | Strafen: 1× 9× 1×          | Sporthalle Roman, Roman Zuschauer: 250 Schiedsrichter: Daniel Accoto Martins, Roberto Accoto Martins |

| 17. April 2015 19:00 Uhr | Rumänien                       | 27:21        | Slowakei                           | Sporthalle Roman, Roman Zuschauer: 400 Schiedsrichter: Michail Merinian, Evangelos Syrepisios |
| 17. April 2015 19:00 Uhr | meiste Tore: Bianca Bazaliu 10 | (11:8)       | meiste Tore: Tatiana Gajdošíková 4 | Sporthalle Roman, Roman Zuschauer: 400 Schiedsrichter: Michail Merinian, Evangelos Syrepisios |
| 17. April 2015 19:00 Uhr | Strafen: 3× 6×                 | Spielbericht | Strafen: 3×                        | Sporthalle Roman, Roman Zuschauer: 400 Schiedsrichter: Michail Merinian, Evangelos Syrepisios |

| 18. April 2015 17:00 Uhr | Rumänien                      | 25:17        | Serbien                              | Sporthalle Roman, Roman Zuschauer: 500 Schiedsrichter: Daniel Accoto Martins, Roberto Accoto Martins |
| 18. April 2015 17:00 Uhr | meiste Tore: Bianca Bazaliu 9 | (12:8)       | meiste Tore: Aleksandra Vukajlović 9 | Sporthalle Roman, Roman Zuschauer: 500 Schiedsrichter: Daniel Accoto Martins, Roberto Accoto Martins |
| 18. April 2015 17:00 Uhr | Strafen: 3×                   | Spielbericht | Strafen: 3× 4×                       | Sporthalle Roman, Roman Zuschauer: 500 Schiedsrichter: Daniel Accoto Martins, Roberto Accoto Martins |

| 18. April 2015 19:00 Uhr | Slowakei                           | 32:13        | Kosovo                     | Sporthalle Roman, Roman Zuschauer: 100 Schiedsrichter: Michail Merinian, Evangelos Syrepisios |
| 18. April 2015 19:00 Uhr | meiste Tore: Tatiana Gajdošíková 5 | (17:5)       | meiste Tore: Elma Kameri 5 | Sporthalle Roman, Roman Zuschauer: 100 Schiedsrichter: Michail Merinian, Evangelos Syrepisios |
| 18. April 2015 19:00 Uhr | Strafen: 4× 3×                     | Spielbericht | Strafen: 3× 7× 2×          | Sporthalle Roman, Roman Zuschauer: 100 Schiedsrichter: Michail Merinian, Evangelos Syrepisios |

| 19. April 2015 17:00 Uhr | Kosovo                           | 13:46        | Rumänien                          | Sporthalle Roman, Roman Zuschauer: 450 Schiedsrichter: Michail Merinian, Evangelos Syrepisios |
| 19. April 2015 17:00 Uhr | meiste Tore: Bjondina Ramabaja 4 | (8:21)       | meiste Tore: Alexandra Carasol 11 | Sporthalle Roman, Roman Zuschauer: 450 Schiedsrichter: Michail Merinian, Evangelos Syrepisios |
| 19. April 2015 17:00 Uhr | Strafen: 3× 9×                   | Spielbericht | Strafen: 3× 5×                    | Sporthalle Roman, Roman Zuschauer: 450 Schiedsrichter: Michail Merinian, Evangelos Syrepisios |

| 19. April 2015 19:00 Uhr | Slowakei                                                 | 14:28        | Serbien                               | Sporthalle Roman, Roman Zuschauer: 300 Schiedsrichter: Daniel Accoto Martins, Roberto Accoto Martins |
| 19. April 2015 19:00 Uhr | meiste Tore: Tatiana Šutranová, Tatiana Gajdošíková je 4 | (6:11)       | meiste Tore: Aleksandra Vukajlović 10 | Sporthalle Roman, Roman Zuschauer: 300 Schiedsrichter: Daniel Accoto Martins, Roberto Accoto Martins |
| 19. April 2015 19:00 Uhr | Strafen: 3× 4× 1×                                        | Spielbericht | Strafen: 3× 6×                        | Sporthalle Roman, Roman Zuschauer: 300 Schiedsrichter: Daniel Accoto Martins, Roberto Accoto Martins |

### Gruppe 4
| Pl. | Land     | Sp. | S | U | N | Tore     | Diff. | Punkte |
| --- | -------- | --- | - | - | - | -------- | ----- | ------ |
| 1.  | Dänemark | 3   | 3 | 0 | 0 | 0111:670 | +44   | 06:00  |
| 2.  | Belarus  | 3   | 2 | 0 | 1 | 081:850  | −4    | 04:20  |
| 3.  | Ukraine  | 3   | 1 | 0 | 2 | 084:980  | −14   | 02:40  |
| 4.  | Polen    | 3   | 0 | 0 | 3 | 069:950  | −26   | 00:60  |

| 17. April 2015 17:00 Uhr | Dänemark                                         | 32:17        | Polen                         | Centr Olimpiyskogo Rezerva, Schlobin Zuschauer: 1.300 Schiedsrichter: Carlos Lugue Cabrjeas, Ingacio Pascual Sanchez |
| 17. April 2015 17:00 Uhr | meiste Tore: Pauline Bøgelund, Sofie Flader je 5 | (14:10)      | meiste Tore: Adrianna Górna 5 | Centr Olimpiyskogo Rezerva, Schlobin Zuschauer: 1.300 Schiedsrichter: Carlos Lugue Cabrjeas, Ingacio Pascual Sanchez |
| 17. April 2015 17:00 Uhr | Strafen: 3× 4×                                   | Spielbericht | Strafen: 3× 4×                | Centr Olimpiyskogo Rezerva, Schlobin Zuschauer: 1.300 Schiedsrichter: Carlos Lugue Cabrjeas, Ingacio Pascual Sanchez |

| 17. April 2015 19:15 Uhr | Weißrussland                  | 27:25        | Ukraine                           | Centr Olimpiyskogo Rezerva, Schlobin Zuschauer: 1.500 Schiedsrichter: Dimitar Mitrevski, Blagojche Todorovski |
| 17. April 2015 19:15 Uhr | meiste Tore: Dziyana Ilyina 9 | (11:15)      | meiste Tore: Natalija Sawtschyn 9 | Centr Olimpiyskogo Rezerva, Schlobin Zuschauer: 1.500 Schiedsrichter: Dimitar Mitrevski, Blagojche Todorovski |
| 17. April 2015 19:15 Uhr | Strafen: 3×                   | Spielbericht | Strafen: 4× 2×                    | Centr Olimpiyskogo Rezerva, Schlobin Zuschauer: 1.500 Schiedsrichter: Dimitar Mitrevski, Blagojche Todorovski |

| 18. April 2015 14:30 Uhr | Polen                            | 27:31        | Ukraine                     | Centr Olimpiyskogo Rezerva, Schlobin Zuschauer: 1.200 Schiedsrichter: Carlos Lugue Cabrjeas, Ingacio Pascual Sanchez |
| 18. April 2015 14:30 Uhr | meiste Tore: Aleksandra Rosiak 8 | (14:14)      | meiste Tore: Alona Rudko 15 | Centr Olimpiyskogo Rezerva, Schlobin Zuschauer: 1.200 Schiedsrichter: Carlos Lugue Cabrjeas, Ingacio Pascual Sanchez |
| 18. April 2015 14:30 Uhr | Strafen: 3×                      | Spielbericht | Strafen: 2× 4× 1×           | Centr Olimpiyskogo Rezerva, Schlobin Zuschauer: 1.200 Schiedsrichter: Carlos Lugue Cabrjeas, Ingacio Pascual Sanchez |

| 18. April 2015 16:30 Uhr | Dänemark                        | 35:22        | Weißrussland                   | Centr Olimpiyskogo Rezerva, Schlobin Zuschauer: 1.400 Schiedsrichter: Dimitar Mitrevski, Blagojche Todorovski |
| 18. April 2015 16:30 Uhr | meiste Tore: Pauline Bøgelund 6 | (14:12)      | meiste Tore: Hanna Bardziyan 5 | Centr Olimpiyskogo Rezerva, Schlobin Zuschauer: 1.400 Schiedsrichter: Dimitar Mitrevski, Blagojche Todorovski |
| 18. April 2015 16:30 Uhr | Strafen: 4× 3×                  | Spielbericht | Strafen: 2× 4×                 | Centr Olimpiyskogo Rezerva, Schlobin Zuschauer: 1.400 Schiedsrichter: Dimitar Mitrevski, Blagojche Todorovski |

| 19. April 2015 13:00 Uhr | Ukraine                     | 28:44        | Dänemark                        | Centr Olimpiyskogo Rezerva, Schlobin Zuschauer: 1.200 Schiedsrichter: Carlos Lugue Cabrjeas, Ingacio Pascual Sanchez |
| 19. April 2015 13:00 Uhr | meiste Tore: Alona Rudko 10 | (13:23)      | meiste Tore: Sara Trier Hald 11 | Centr Olimpiyskogo Rezerva, Schlobin Zuschauer: 1.200 Schiedsrichter: Carlos Lugue Cabrjeas, Ingacio Pascual Sanchez |
| 19. April 2015 13:00 Uhr | Strafen: 2×                 | Spielbericht | Strafen: 3×                     | Centr Olimpiyskogo Rezerva, Schlobin Zuschauer: 1.200 Schiedsrichter: Carlos Lugue Cabrjeas, Ingacio Pascual Sanchez |

| 19. April 2015 15:00 Uhr | Polen                            | 25:32        | Weißrussland                  | Centr Olimpiyskogo Rezerva, Schlobin Zuschauer: 1.500 Schiedsrichter: Dimitar Mitrevski, Blagojche Todorovski |
| 19. April 2015 15:00 Uhr | meiste Tore: Aleksandra Rosiak 5 | (12:13)      | meiste Tore: Maryia Kanaval 9 | Centr Olimpiyskogo Rezerva, Schlobin Zuschauer: 1.500 Schiedsrichter: Dimitar Mitrevski, Blagojche Todorovski |
| 19. April 2015 15:00 Uhr | Strafen: 3×                      | Spielbericht | Strafen: 2× 5×                | Centr Olimpiyskogo Rezerva, Schlobin Zuschauer: 1.500 Schiedsrichter: Dimitar Mitrevski, Blagojche Todorovski |

### Gruppe 5
| Pl. | Land         | Sp. | S | U | N | Tore     | Diff. | Punkte |
| --- | ------------ | --- | - | - | - | -------- | ----- | ------ |
| 1.  | Portugal     | 3   | 2 | 1 | 0 | 091:580  | +33   | 05:10  |
| 2.  | Frankreich   | 3   | 2 | 1 | 0 | 088:560  | +32   | 05:10  |
| 3.  | Griechenland | 3   | 1 | 0 | 2 | 071:670  | +4    | 02:40  |
| 4.  | Israel       | 3   | 0 | 0 | 3 | 047:1160 | −69   | 00:60  |

| 17. April 2015 17:00 Uhr | Griechenland                | 32:16        | Israel                      | Sporthalle Nikos Samaras, Myrina Zuschauer: 700 Schiedsrichter: Emil Ağakişi, Ernest Ağakişi |
| 17. April 2015 17:00 Uhr | meiste Tore: Agni Zygoura 7 | (15:8)       | meiste Tore: Shahaf Cohen 4 | Sporthalle Nikos Samaras, Myrina Zuschauer: 700 Schiedsrichter: Emil Ağakişi, Ernest Ağakişi |
| 17. April 2015 17:00 Uhr | Strafen: 3× 2×              | Spielbericht | Strafen: 2× 4×              | Sporthalle Nikos Samaras, Myrina Zuschauer: 700 Schiedsrichter: Emil Ağakişi, Ernest Ağakişi |

| 17. April 2015 20:30 Uhr | Portugal                      | 22:22        | Frankreich                        | Sporthalle Nikos Samaras, Myrina Zuschauer: 600 Schiedsrichter: Pinar Ünlü Hatipoglu, Mehtap Simsek |
| 17. April 2015 20:30 Uhr | meiste Tore: Ana Rita Neves 7 | (9:10)       | meiste Tore: Marie-Hélène Sajka 6 | Sporthalle Nikos Samaras, Myrina Zuschauer: 600 Schiedsrichter: Pinar Ünlü Hatipoglu, Mehtap Simsek |
| 17. April 2015 20:30 Uhr | Strafen: 3× 4×                | Spielbericht | Strafen: 3×                       | Sporthalle Nikos Samaras, Myrina Zuschauer: 600 Schiedsrichter: Pinar Ünlü Hatipoglu, Mehtap Simsek |

| 18. April 2015 17:30 Uhr | Portugal                     | 23:19        | Griechenland                     | Sporthalle Nikos Samaras, Myrina Zuschauer: 700 Schiedsrichter: Emil Ağakişi, Ernest Ağakişi |
| 18. April 2015 17:30 Uhr | meiste Tore: Erika Tavares 6 | (10:7)       | meiste Tore: Olympia Andritsou 7 | Sporthalle Nikos Samaras, Myrina Zuschauer: 700 Schiedsrichter: Emil Ağakişi, Ernest Ağakişi |
| 18. April 2015 17:30 Uhr | Strafen: 3× 8×               | Spielbericht | Strafen: 3× 4×                   | Sporthalle Nikos Samaras, Myrina Zuschauer: 700 Schiedsrichter: Emil Ağakişi, Ernest Ağakişi |

| 18. April 2015 20:30 Uhr | Frankreich                                               | 37:14        | Israel                      | Sporthalle Nikos Samaras, Myrina Zuschauer: 400 Schiedsrichter: Pinar Ünlü Hatipoglu, Mehtap Simsek |
| 18. April 2015 20:30 Uhr | meiste Tore: Mathilde Lorillard, Marie-Hélène Sajka je 5 | (17:4)       | meiste Tore: Shahaf Cohen 5 | Sporthalle Nikos Samaras, Myrina Zuschauer: 400 Schiedsrichter: Pinar Ünlü Hatipoglu, Mehtap Simsek |
| 18. April 2015 20:30 Uhr | Strafen: 3× 2×                                           | Spielbericht | Strafen: 4× 2×              | Sporthalle Nikos Samaras, Myrina Zuschauer: 400 Schiedsrichter: Pinar Ünlü Hatipoglu, Mehtap Simsek |

| 19. April 2015 14:30 Uhr | Israel                                         | 17:46        | Portugal                      | Sporthalle Nikos Samaras, Myrina Zuschauer: 150 Schiedsrichter: Pinar Ünlü Hatipoglu, Mehtap Simsek |
| 19. April 2015 14:30 Uhr | meiste Tore: Sharon Levinson, Osher Cohen je 4 | (6:20)       | meiste Tore: Anaïs Gouveia 12 | Sporthalle Nikos Samaras, Myrina Zuschauer: 150 Schiedsrichter: Pinar Ünlü Hatipoglu, Mehtap Simsek |
| 19. April 2015 14:30 Uhr | Strafen: 3× 4×                                 | Spielbericht | Strafen: 3× 2×                | Sporthalle Nikos Samaras, Myrina Zuschauer: 150 Schiedsrichter: Pinar Ünlü Hatipoglu, Mehtap Simsek |

| 19. April 2015 18:00 Uhr | Frankreich                                            | 28:20        | Griechenland                | Sporthalle Nikos Samaras, Myrina Zuschauer: 800 Schiedsrichter: Emil Ağakişi, Ernest Ağakişi |
| 19. April 2015 18:00 Uhr | meiste Tore: Diankenba Nianh, Marie-Hélène Sajka je 7 | (14:9)       | meiste Tore: Agni Zygoura 9 | Sporthalle Nikos Samaras, Myrina Zuschauer: 800 Schiedsrichter: Emil Ağakişi, Ernest Ağakişi |
| 19. April 2015 18:00 Uhr | Strafen: 3× 1×                                        | Spielbericht | Strafen: 3×                 | Sporthalle Nikos Samaras, Myrina Zuschauer: 800 Schiedsrichter: Emil Ağakişi, Ernest Ağakişi |

### Gruppe 6
| Pl. | Land      | Sp. | S | U | N | Tore    | Diff. | Punkte |
| --- | --------- | --- | - | - | - | ------- | ----- | ------ |
| 1.  | Kroatien  | 2   | 2 | 0 | 0 | 047:400 | +7    | 04:00  |
| 2.  | Slowenien | 2   | 1 | 0 | 1 | 045:440 | +1    | 02:20  |
| 3.  | Bulgarien | 2   | 0 | 0 | 2 | 045:530 | −8    | 00:40  |

| 17. April 2015 18:00 Uhr | Slowenien                   | 26:24        | Bulgarien                          | Orlovetz Hall, Gabrowo Zuschauer: 850 Schiedsrichter: Marko Sekulic, Vladimir Jovandic |
| 17. April 2015 18:00 Uhr | meiste Tore: Tjaša Stanko 7 | (9:12)       | meiste Tore: Elizabeth Omoregie 11 | Orlovetz Hall, Gabrowo Zuschauer: 850 Schiedsrichter: Marko Sekulic, Vladimir Jovandic |
| 17. April 2015 18:00 Uhr | Strafen: 3× 4×              | Spielbericht | Strafen: 3× 4×                     | Orlovetz Hall, Gabrowo Zuschauer: 850 Schiedsrichter: Marko Sekulic, Vladimir Jovandic |

| 18. April 2015 18:00 Uhr | Kroatien                    | 20:19        | Slowenien                   | Orlovetz Hall, Gabrowo Zuschauer: 500 Schiedsrichter: Marko Sekulic, Vladimir Jovandic |
| 18. April 2015 18:00 Uhr | meiste Tore: Josipa Mamić 7 | (11:9)       | meiste Tore: Tjaša Stanko 6 | Orlovetz Hall, Gabrowo Zuschauer: 500 Schiedsrichter: Marko Sekulic, Vladimir Jovandic |
| 18. April 2015 18:00 Uhr | Strafen: 3× 6×              | Spielbericht | Strafen: 4× 7× 1×           | Orlovetz Hall, Gabrowo Zuschauer: 500 Schiedsrichter: Marko Sekulic, Vladimir Jovandic |

| 19. April 2015 12:00 Uhr | Bulgarien                      | 21:27        | Kroatien                    | Orlovetz Hall, Gabrowo Zuschauer: 1.000 Schiedsrichter: Marko Sekulic, Vladimir Jovandic |
| 19. April 2015 12:00 Uhr | meiste Tore: Lora Sarandeva 10 | (10:13)      | meiste Tore: Josipa Mamić 9 | Orlovetz Hall, Gabrowo Zuschauer: 1.000 Schiedsrichter: Marko Sekulic, Vladimir Jovandic |
| 19. April 2015 12:00 Uhr | Strafen: 3× 6× 2×              | Spielbericht | Strafen: 3× 9× 1×           | Orlovetz Hall, Gabrowo Zuschauer: 1.000 Schiedsrichter: Marko Sekulic, Vladimir Jovandic |

### Gruppe 7
| Pl. | Land        | Sp. | S | U | N | Tore    | Diff. | Punkte |
| --- | ----------- | --- | - | - | - | ------- | ----- | ------ |
| 1.  | Deutschland | 2   | 2 | 0 | 0 | 074:370 | +37   | 04:00  |
| 3.  | Österreich  | 2   | 1 | 0 | 1 | 042:610 | −19   | 02:20  |
| 4.  | Schweiz     | 2   | 0 | 0 | 2 | 045:630 | −18   | 00:40  |

| 17. April 2015 19:30 Uhr | Schweiz                      | 21:37        | Deutschland                                   | Sporthalle Königswiesen, Regensburg Zuschauer: 550 Schiedsrichter: Karim Gasmi, Raouf Gasmi |
| 17. April 2015 19:30 Uhr | meiste Tore: Zerin Özcelik 8 | (8:20)       | meiste Tore: Emily Bölk, Annika Ingenpaß je 6 | Sporthalle Königswiesen, Regensburg Zuschauer: 550 Schiedsrichter: Karim Gasmi, Raouf Gasmi |
| 17. April 2015 19:30 Uhr | Strafen: 3×                  | Spielbericht | Strafen: 3× 5×                                | Sporthalle Königswiesen, Regensburg Zuschauer: 550 Schiedsrichter: Karim Gasmi, Raouf Gasmi |

| 18. April 2015 16:00 Uhr | Österreich                     | 26:24        | Schweiz                     | Sporthalle Königswiesen, Regensburg Zuschauer: 300 Schiedsrichter: Karim Gasmi, Raouf Gasmi |
| 18. April 2015 16:00 Uhr | meiste Tore: Patricia Kovacs 9 | (13:12)      | meiste Tore: Shanice Kägi 9 | Sporthalle Königswiesen, Regensburg Zuschauer: 300 Schiedsrichter: Karim Gasmi, Raouf Gasmi |
| 18. April 2015 16:00 Uhr | Strafen: 4×                    | Spielbericht | Strafen: 3× 2×              | Sporthalle Königswiesen, Regensburg Zuschauer: 300 Schiedsrichter: Karim Gasmi, Raouf Gasmi |

| 19. April 2015 14:30 Uhr | Deutschland                | 37:16        | Österreich                  | Sporthalle Königswiesen, Regensburg Zuschauer: 700 Schiedsrichter: Karim Gasmi, Raouf Gasmi |
| 19. April 2015 14:30 Uhr | meiste Tore: Joanna Rode 6 | (18:7)       | meiste Tore: Ines Ivančok 6 | Sporthalle Königswiesen, Regensburg Zuschauer: 700 Schiedsrichter: Karim Gasmi, Raouf Gasmi |
| 19. April 2015 14:30 Uhr | Strafen: 3× 5×             | Spielbericht | Strafen: 3× 4×              | Sporthalle Königswiesen, Regensburg Zuschauer: 700 Schiedsrichter: Karim Gasmi, Raouf Gasmi |

### Gruppe 8
| Pl. | Land     | Sp. | S | U | N | Tore    | Diff. | Punkte |
| --- | -------- | --- | - | - | - | ------- | ----- | ------ |
| 1.  | Ungarn   | 2   | 2 | 0 | 0 | 077:460 | +31   | 04:00  |
| 3.  | Türkei   | 2   | 1 | 0 | 1 | 052:530 | −1    | 02:20  |
| 4.  | Finnland | 2   | 0 | 0 | 2 | 048:780 | −30   | 00:40  |

| 17. April 2015 18:00 Uhr | Türkei                          | 34:20        | Finnland                      | Pirkkola Sportpark, Helsinki Zuschauer: 450 Schiedsrichter: Doru Manea, Radu Iliescu |
| 17. April 2015 18:00 Uhr | meiste Tore: Elif Sıla Aydın 10 | (15:9)       | meiste Tore: Emilia Valkamo 5 | Pirkkola Sportpark, Helsinki Zuschauer: 450 Schiedsrichter: Doru Manea, Radu Iliescu |
| 17. April 2015 18:00 Uhr | Strafen: 2× 6×                  | Spielbericht | Strafen: 3×                   | Pirkkola Sportpark, Helsinki Zuschauer: 450 Schiedsrichter: Doru Manea, Radu Iliescu |

| 18. April 2015 18:00 Uhr | Ungarn                           | 33:18        | Türkei                           | Pirkkola Sportpark, Helsinki Zuschauer: 280 Schiedsrichter: Doru Manea, Radu Iliescu |
| 18. April 2015 18:00 Uhr | meiste Tore: Dorottya Faluvégi 8 | (15:7)       | meiste Tore: Neslihan Çalışkan 8 | Pirkkola Sportpark, Helsinki Zuschauer: 280 Schiedsrichter: Doru Manea, Radu Iliescu |
| 18. April 2015 18:00 Uhr | Strafen: 3× 5×                   | Spielbericht | Strafen: 2×                      | Pirkkola Sportpark, Helsinki Zuschauer: 280 Schiedsrichter: Doru Manea, Radu Iliescu |

| 19. April 2015 12:30 Uhr | Finnland                         | 28:44        | Ungarn                     | Pirkkola Sportpark, Helsinki Zuschauer: 410 Schiedsrichter: Doru Manea, Radu Iliescu |
| 19. April 2015 12:30 Uhr | meiste Tore: Carolina Rehnberg 6 | (10:24)      | meiste Tore: Beatrix Élő 9 | Pirkkola Sportpark, Helsinki Zuschauer: 410 Schiedsrichter: Doru Manea, Radu Iliescu |
| 19. April 2015 12:30 Uhr | Strafen: 3× 2×                   | Spielbericht | Strafen: 3× 1×             | Pirkkola Sportpark, Helsinki Zuschauer: 410 Schiedsrichter: Doru Manea, Radu Iliescu |